# مرکز کهکشانی

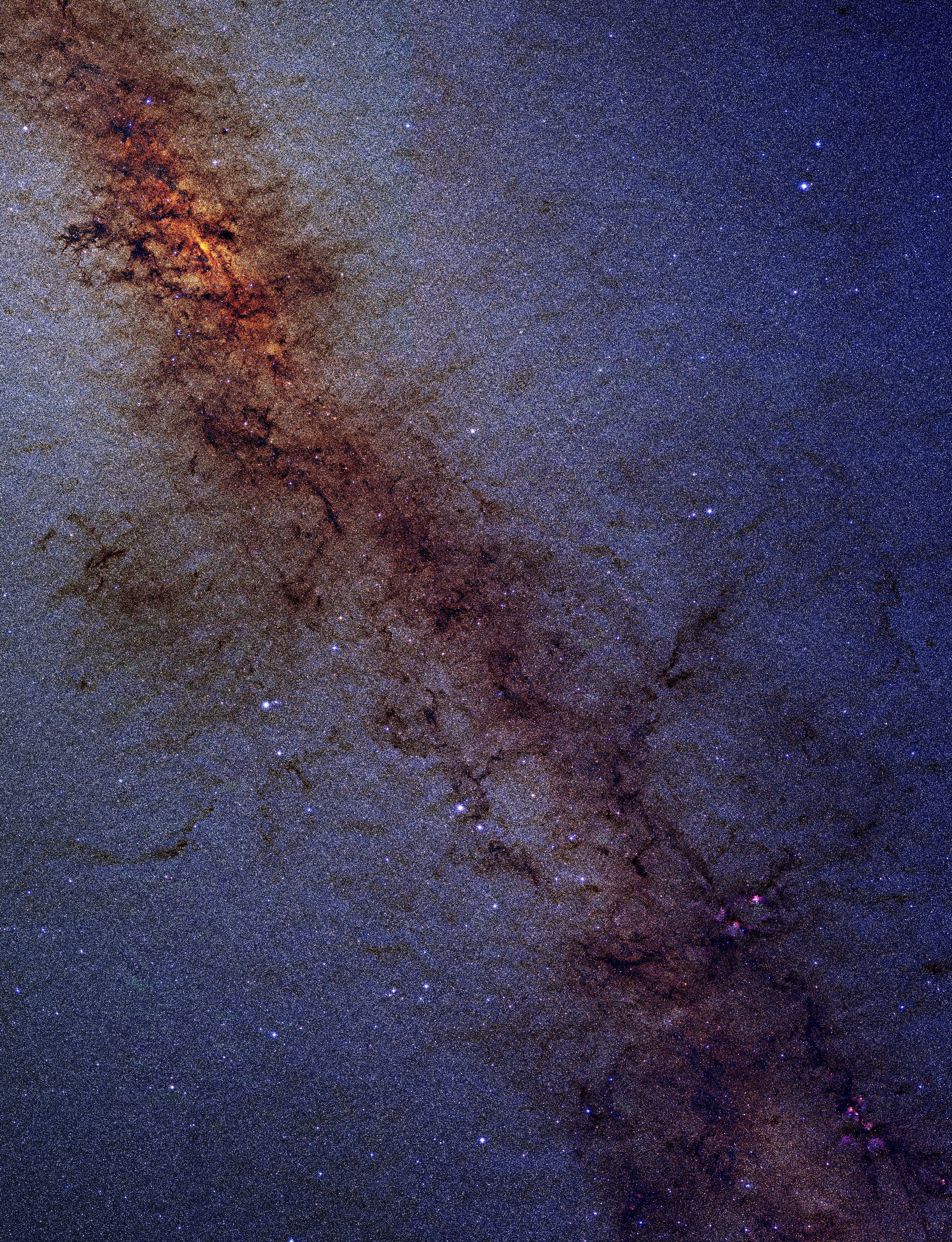
مرکز کهکشانی، آن‌گونه که با یکی از تلسکوپ‌های فروسرخ تو مس (2MASS) مشاهده می‌شود.

مرکز کهکشانی نامی است که به مرکز چرخشی کهکشان راه شیری داده شده‌است.
مرکز کهکشانی در فاصلهٔ حدودی ۷٫۶ کیلو پارسک (۲۴٬۸۰۰ سال نوری) از زمین در جهت صورت فلکی کمان قرار گرفته‌است.
فرضیهٔ دانشمندان بر این است که در مرکز کهکشانی راه شیری (و در مرکز بیشتر کهکشان‌های دیگر) یک سیاه‌چاله کلان‌جرم∗ واقع شده‌است.

## نگارخانه

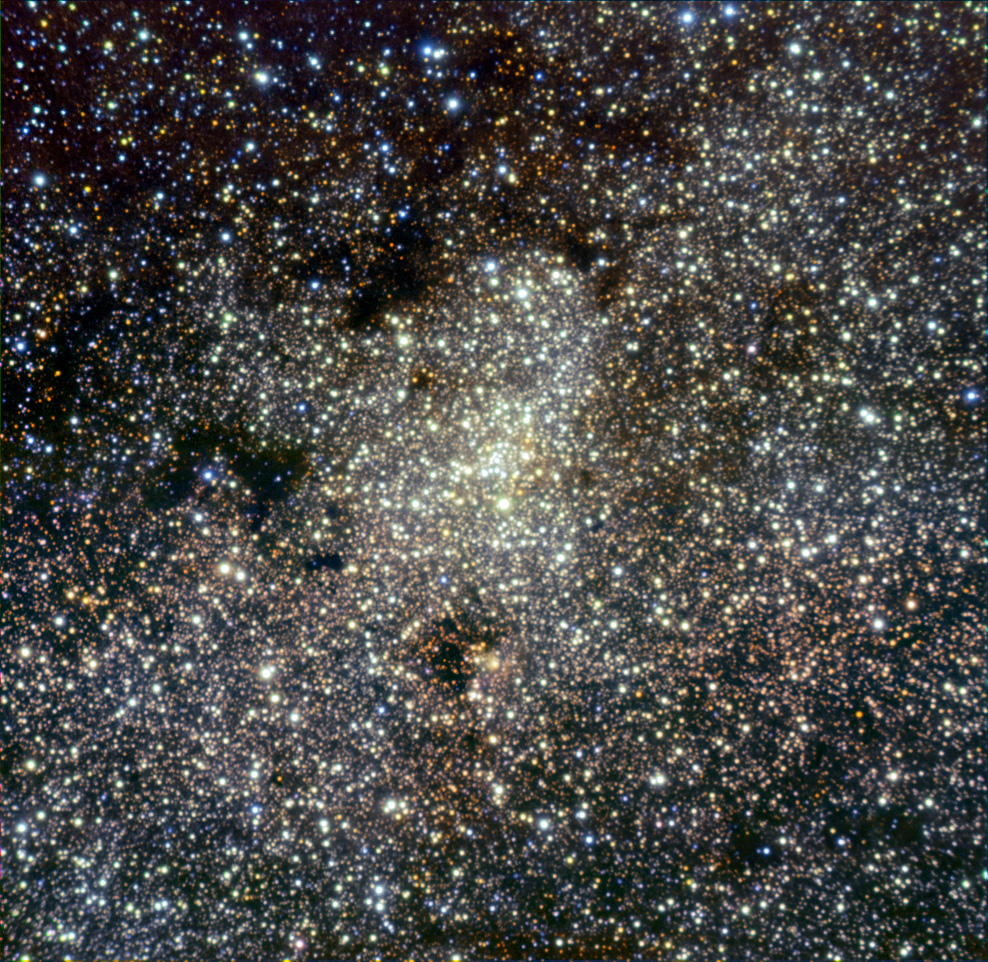
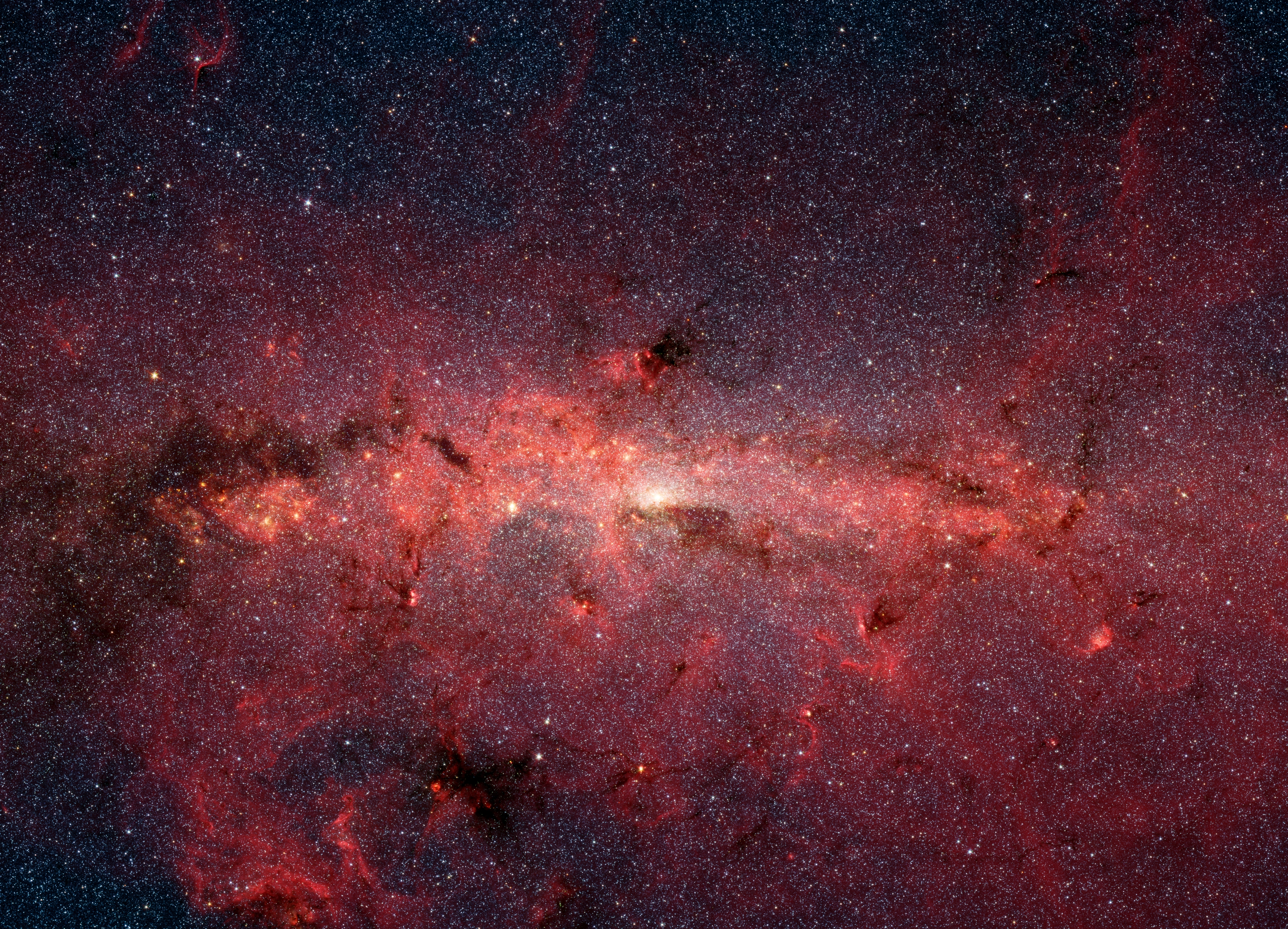
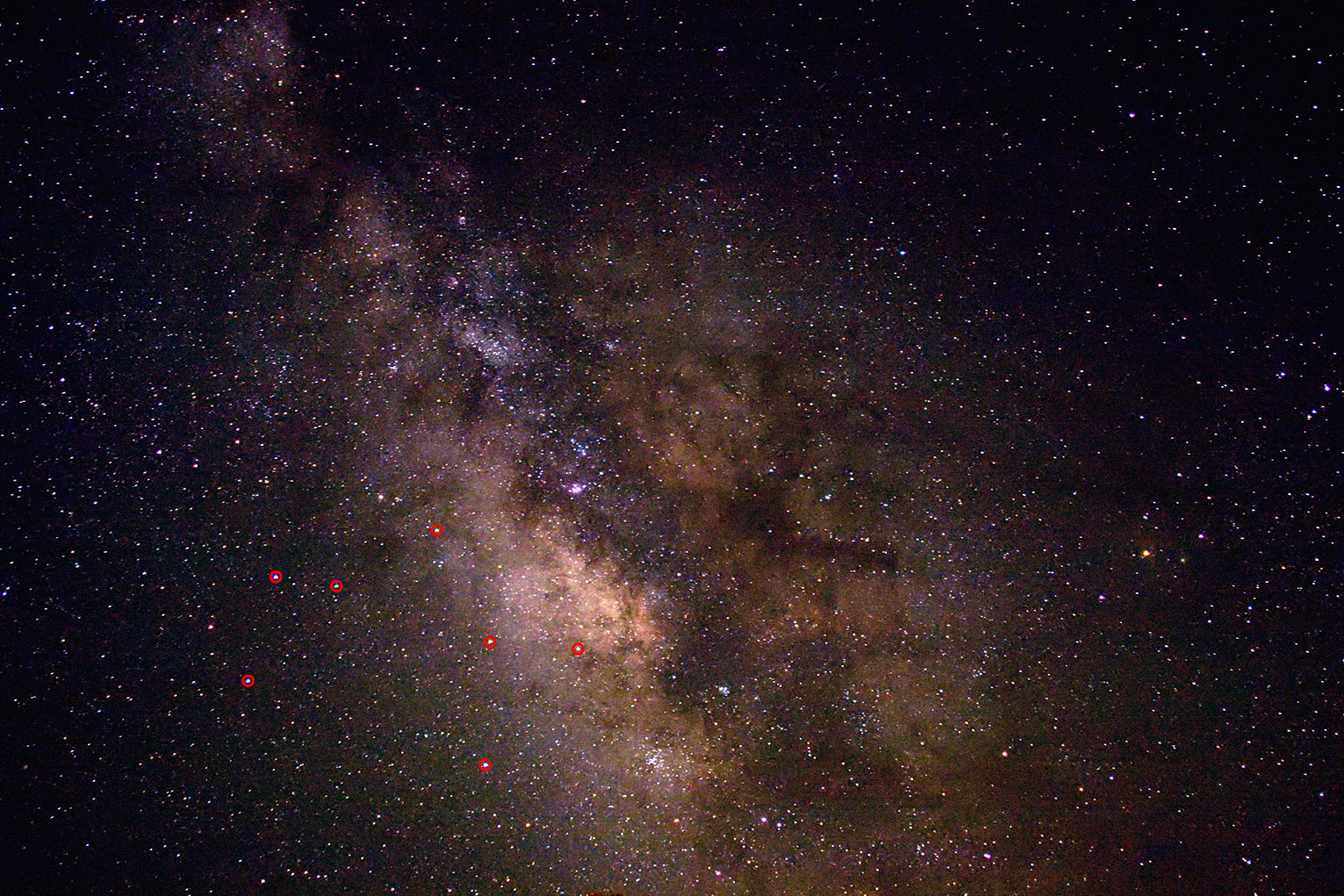
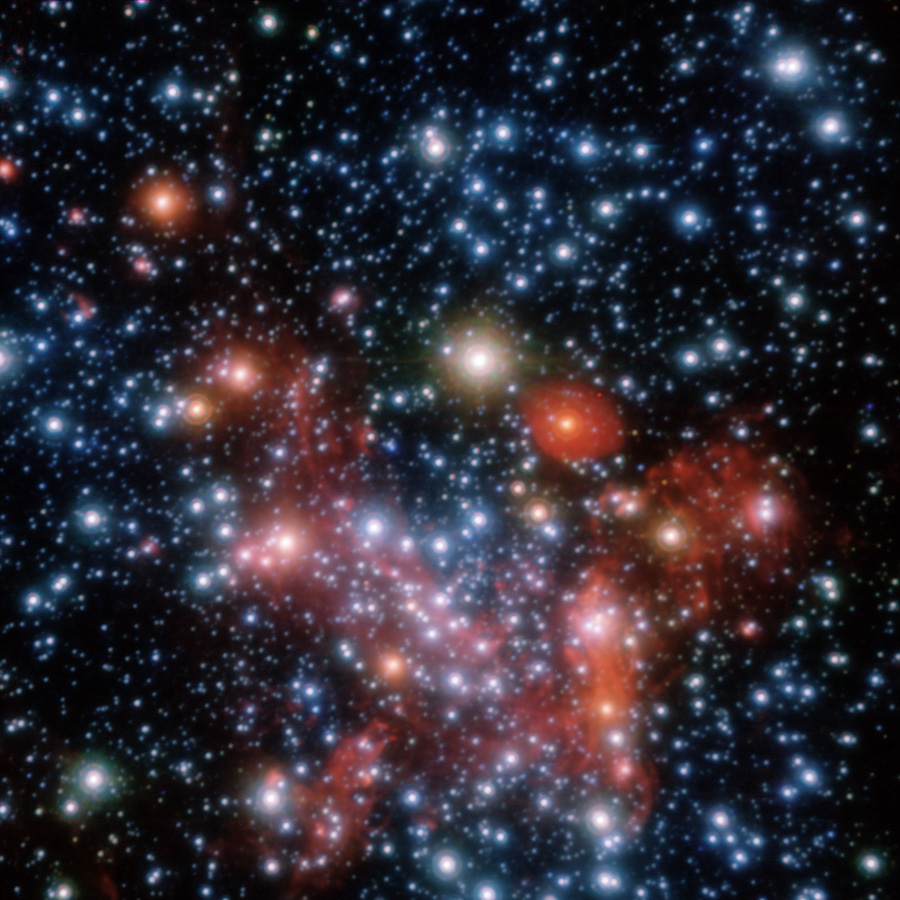
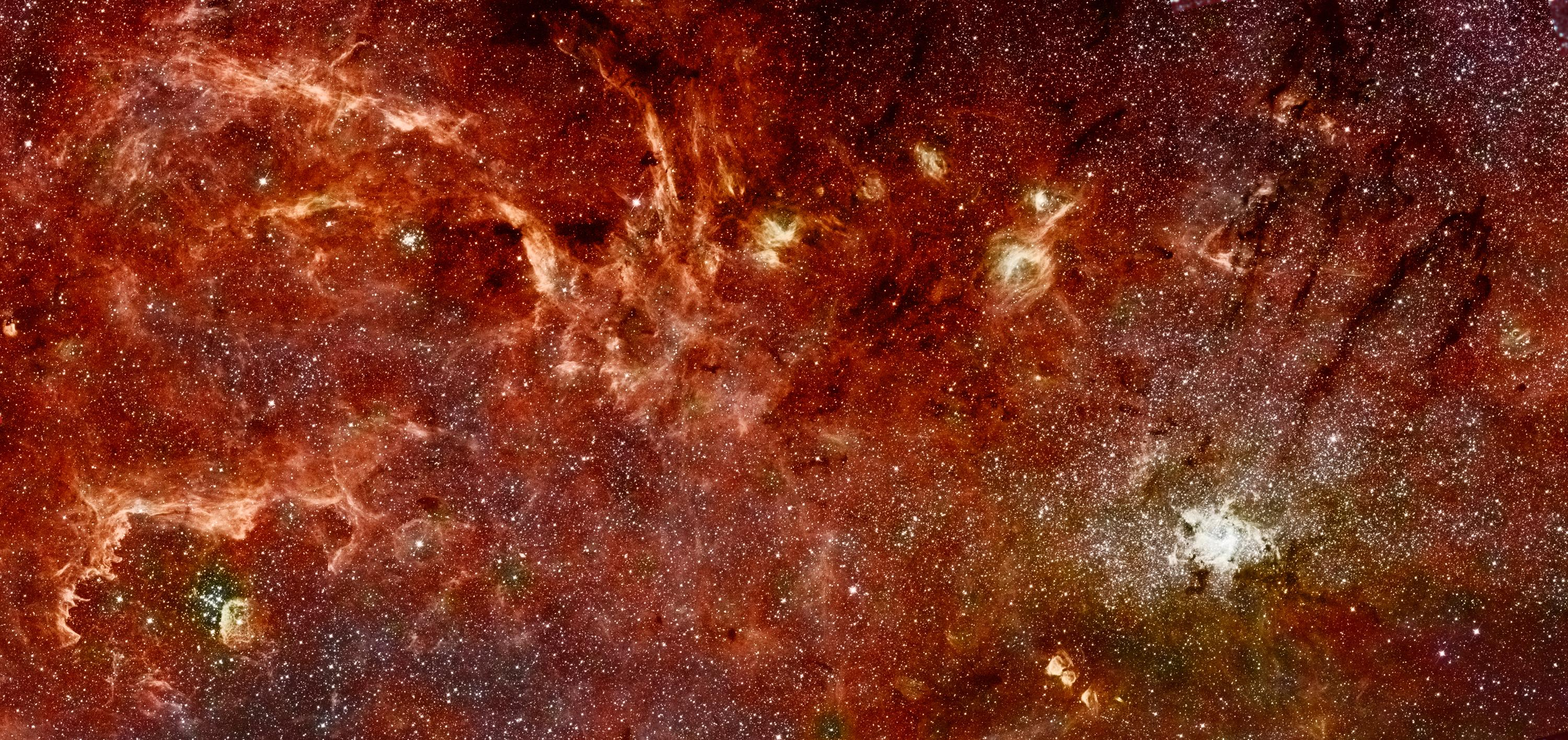